# Roland Ritchie
Roland Ritchie, né le 19 juin 1910 à Halifax en Nouvelle-Écosse et décédé le 5 juin 1988 à Ottawa en Ontario, était un avocat et un juge canadien. Il a été un juge puîné de la Cour suprême du Canada de 1959 à 1984. Il a été nommé membre de l'ordre du Canada.

## Biographie
Roland Ritchie est né à Halifax en Nouvelle-Écosse le 19 juin 1910. Il a été diplômé d'un baccalauréat universitaire ès lettres de l'Université de King's College en 1930. Par la suite, il a reçu la bourse Rhodes et étudia le droit au Pembroke College de l'université d'Oxford d'où il fut diplômé d'un autre baccalauréat universitaire ès lettres, en droit, en 1932.
En 1934, il est entré au barreau de la Nouvelle-Écosse (en). Sa pratique du droit fut interrompue par la Première Guerre mondiale. Il a joint le Artillerie royale canadienne et a éventuellement servi en tant qu’ assistant deputy judge advocate avec la 3e Division du Canada de 1941 à 1944.
Après la guerre, il a co-fondé la firme d'avocats Daley, Phinney & Ritchie. Il a enseigné le droit des assurances à l'Université Dalhousie. Il a été un conseiller juridique de la commission royale pour établir le termes de l'union de Terre-Neuve avec le Canada en 1949.
En 1959, avec aucune expérience en tant que juge, il a été nommé juge à la Cour suprême du Canada par le gouvernement de John Diefenbaker. Il occupa cette fonction jusqu'à sa retraite 1984. En 1985, il a été nommé compagnon de l'ordre du Canada. De 1974 à 1988, il était chancelier de l'université de King's College. Il décéda le 5 juin 1988.

## Annexe